# Tammachat Nakaphan
Tammachat Nakaphan (thailändisch ธรรมชาติ นาคพันธ์, * 14. Mai 1991) ist ein thailändischer Fußballspieler.

## Karriere
Tammachat Nakaphan stand bis Mitte 2016 beim Nakhon Ratchasima FC unter Vertrag. Der Verein aus Nakhon Ratchasima spielte in der ersten Liga des Landes, der Thai Premier League. 2016 absolvierte er zwei Erstligaspiele für Korat. Mitte 2016 wechselte er zum Ligakonkurrenten Army United in die Hauptstadt Bangkok. Ende der Saison musste er mit der Army in die zweite Liga absteigen. Für die Army spielte er noch ein Jahr in der Thai League 2. 2018 verpflichtete ihn der Erstligaaufsteiger Air Force Central. Für die Air Force stand er 16-mal in der ersten Liga auf dem Spielfeld. Ende 2018 musste der Verein nach einem Jahr Erstklassigkeit wieder in die zweite Liga absteigen. Nach dem Abstieg verließ er den Klub und schloss sich dem Zweitligisten Ubon Unitedan. Für den Verein aus Ubon Ratchathani bestritt er 15 Zweitligaspiele. Nach der Saison wurde sein Vertrag nicht verlängert.